# 李嵬
李嵬（1961年—），出生于中國北京，满族人。语言学家，教育家，現為英国伦敦大学学院教育学院院长、应用语言学讲座教授、英国国家学术院院士、欧洲科学院院士、英国社会科学院院士、英国皇家艺术学院院士。曾任伦敦大学伯贝克学院副校长兼研究生院院长。
於文革末就读于北京外国语学校，后从教两年半。获北京师范大学外语系英语专业文学士。1986年赴英，在纽卡斯尔大学东亚中心任教，获纽卡斯尔大学英语系英语语言研究硕士，语病矫治系语言科学博士。
1991年起在纽卡斯尔大学任教，1998年晋升为教授，是英国大学里首位华裔语言学教授。曾任该校语言学研究中心主任（1998-2002），教育学院院长（2002-2006）。2007年转到伦敦大学伯克贝克学院任应用语言学讲座教授，副校长兼研究生院院长。2015年转到伦敦大学学院任应用语言学讲座教授。现任《国际双语教育和双语现象学报》和《应用语言学评论》主编。2021年7月，倫敦大學學院任命李嵬為教育學院院長。